# 티토 고비

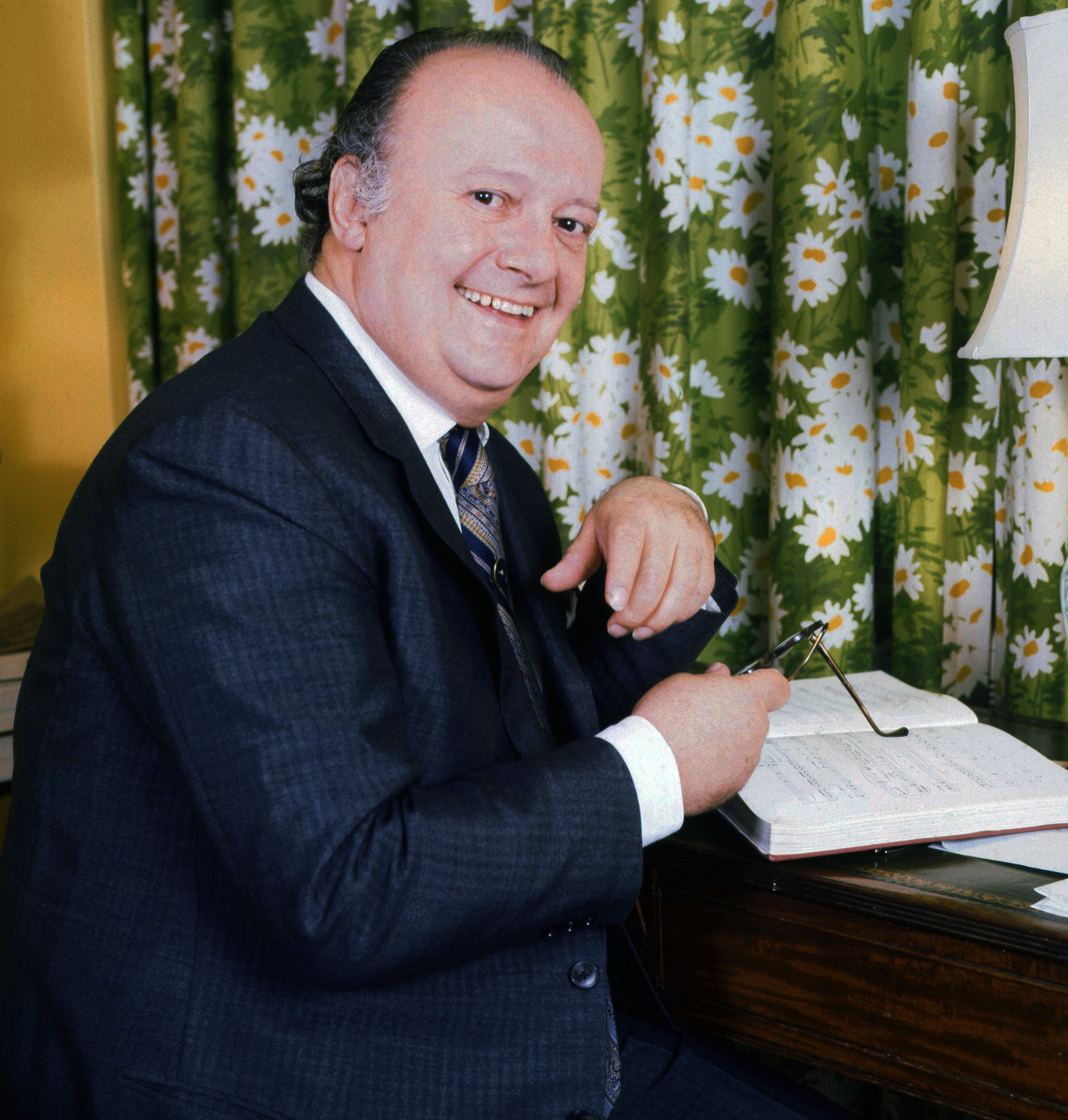
1973년

티토 고비(Tito Gobbi, 1913년 10월 24일 ~ 1984년 3월 5일)는 국제적인 명성이 있는 이탈리아의 오페라 바리톤이다.
북이탈리아의 바사노 델그라파에서 태어나 파도바 대학에서 법률을 공부하는 한편 줄리오 크리미에게 성악을 배워 라스칼라극장의 연구생이 되었다. 1937년에 빈 국제콩쿠르에서 제1위를 차지, 그 해 시즌에 로마 가극장의 <카르테로네>로 데뷔하였다. 이어 다음해 여름 <로엔그린>에 출연하여 그 실력이 인정되었다. 1942년에는 라 스칼라 극장에서 <사랑의 묘약>의 베르코레를 부른 이후부터 전 세계의 주요 가극장에서 노래를 불러 이름을 떨쳤으며 중후한 가창과 내면적인 심오한 표현으로 절찬을 받았다. 특히 베르디의 <리골레토>, <나브코>뿐만 아니라 <시몬보카네그라>는 그의 적격으로 평가되고 있다.